# Limón (província)
Limón é uma província da Costa Rica, sua capital é a cidade de Limón (Costa Rica). Tem 9 189 km² e mais de 440 mil habitantes, segundo censo de 2018.

## Geografia
Limón está localizada na parte leste do país na costas do Oceano Atlântico. Faz fronteira a norte pela Nicarágua e a este pelo Caribe e Panamá. 
A sua costa é baixa e pantanosa e o solo é acidentado a sul, pela cordilheira de Talamanca. É banhada pelos rios Colorado e Reventazón.

## Economia
Na província cultiva-se banana, cacau e coco. Possui reservas petrolíferas.

## Povo
Cerca de 50% da população da província são afro-caraibanos (a maioria de origem jamaicana. Nesta província fala-se um crioulo de inglês e espanhol.

## Cantões
A província está subdividida em seis cantões (capitais entre parênteses): 
1. Guácimo (Guácimo)
2. Limón (Limón (Costa Rica))
3. Matina (Matina)
4. Pococí (Guápiles)
5. Siquirres (Siquirres)
6. Talamanca (Bribri)